# Antria
Antria è una frazione del comune italiano di Magione, nella provincia di Perugia, in Umbria.

## Storia
Il borgo di Antria, denominato Anteria, è documentato per la prima volta in un documento del dicembre 1185, dove sono attestate alcune proprietà in questo luogo dei canonici della cattedrale di San Lorenzo di Perugia. La comunità di Antria era compresa nel territorio della pieve di Santa Maria di Mantignana e andò incontro a uno sviluppo demografico e urbanistico a partire dal XIII secolo. Nel 1258 è documentato un sistema fortificato a protezione del borgo.

## Origine del nome
il toponimo Antria è un derivato dal termine latino antrum, da accogliere nell’accezione di tempio se non come sepolcro.

## Monumenti e luoghi d'interesse
- Chiesa dei Santi Rocco e Antonio Abate (XV secolo)[3]
- Castello di Antria[1]
- Forno medievale[4]
- Mura di Antria